# Nissan NV200
O NV200 é um utilitário de porte médio apresentado pela Nissan sob forma de protótipo na edição de 2007 do Salão de Tóquio e sob forma definitiva na edição de 2009 do Salão de Genebra.